# Витомарци
Витомарци (на словенски: Vitomarci) е село в Словения, Подравски регион. Административен център на община Свети Андраж в Словенских горицах. Според Националната статистическа служба на Република Словения през 2015 г. селото има 306 жители.